# Discurso direto
O discurso direto é a reprodução de maneira direta da fala das personagens  ou seja, a reprodução integral , literal e bloquial, introduzida por travessão. Nessa estrutura, as falas são acompanhadas por um verbo declarativo, seguido de dois pontos e travessão.
O discurso é direto quando são as personagens que falam. 
É reproduzida fielmente a fala da personagem.
Exemplo: 
- "Por que veio tão tarde?", perguntou Sofia, logo que apareceu à porta do jardim.

## Estilos
Discurso Direto: Neste tipo de discurso as personagens ganham voz. É o que ocorre normalmente em diálogos. Isso permite que traços da fala e da personalidade das personagens sejam destacados e expostos no texto. O discurso direto reproduz fielmente as falas das personagens. Verbos como dizer, falar, perguntar, entre outros, servem para que as falas das personagens sejam introduzidas e elas ganhem vida, como em uma peça teatral.
Travessões, dois pontos, aspas e exclamações são muito comuns durante a reprodução das falas. 